# 阿拉斯加阿氏杜父魚
阿拉斯加阿氏杜父魚為輻鰭魚綱鮋形目杜父魚亞目杜父魚科的其中一種，為亞熱帶海水魚，分布於東太平洋阿拉斯加至美國加州南部海域，棲息深度1-55公尺，體長可達14公分，棲息在沿岸底層水域，以蝦及小魚為食，生活習性不明，可作為觀賞魚。